# Reyðarártindur
Reyðarártindur är en bergstopp i republiken Island. Den ligger i regionen Austurland, 300 km öster om huvudstaden Reykjavík. Toppen på Reyðarártindur är 801 meter över havet.
Det finns inga samhällen i närheten.